# 右
右 ([la] droite) est un kanji composé de 5 traits et fondé sur 口. Il fait partie des kyôiku kanji de 1re année.
Il se lit ウ (u) ou ユウ (yuu) en lecture on et みぎ (migi) en lecture kun.